# Peter Friedrich Mengel
Peter Friedrich Mengel (* 21. März 1884 auf Gut Schwiggerow in Mecklenburg; † 6. Juni 1967 in Berlin) war ein deutscher Verwaltungsjurist.

## Leben
Peter Friedrich Mengel war Enkel des Rostocker Fontane-Freundes Friedrich Witte. Er besuchte die Gymnasien in Bromberg und das Friedrich-Wilhelms-Gymnasium (Posen). Nach dem Abitur studierte er Jura an der Philipps-Universität Marburg und der Christian-Albrechts-Universität zu Kiel. In Marburg wurde er 1904 Mitglied des Corps Hasso-Nassovia. Im Ersten Weltkrieg diente er als Leutnant im Königin Elisabeth Garde-Grenadier-Regiment Nr. 3. Nach bestandenem Staatsexamen und anschließender Referendarzeit wurde Mengel 1913 als Regierungsassessor dem Landrat des Kreises Oberbarnim in Freienwalde zugeteilt. Seit 1919 amtierte er zunächst kommissarisch, ab 23. April 1920 definitiv als Landrat des Kreises Oberbarnim mit Sitz in Freienwalde. Er wurde am 15. November 1923 zum Deichhauptmann des Oderbruchs gewählt und hatte dieses Amt bis 1940 inne.
Im Zuge des Preußenschlages wurde er im Sommer 1932 durch das Kabinett Papen zunächst zum Vizepräsidenten am Oberpräsidium der Provinz Sachsen ernannt. 1932/33 wirkte er in gleicher Funktion am Oberpräsidium der Provinz Brandenburg. 1933 von den Nationalsozialisten abgesetzt, war er ab 1934 als Generaldirektor der Feuersozietät Brandenburg tätig. Mengel stand dem Kreis der am 20. Juli 1944 Beteiligten nahe. Von 1948 bis 1952 war er Verwaltungsgerichtsrat und -direktor in Berlin.

## Herausgeber
Das Oderbruch. Verlag R. Müller, Eberswalde
- Band 1. 1930
- Band 2. 1934